# Banished by Sin
| Оценки критиков    | Оценки критиков |
| Источник           | Оценка          |
| ------------------ | --------------- |
| Metal Injection    | 7.5/10          |
| Metal Hammer       | [ 2 ]           |
| New Noise Magazine | [ 3 ]           |

Banished by Sin — тринадцатый студийный альбом американской дэт-метал группы Deicide, выпущенный 26 апреля 2024 года лейблом Reigning Phoenix Music (RPM).
Banished by Sin первый альбом Deicide записанный с гитаристом Тейлором Нордбергом, присоединившимся к группе в 2022 году. Продюсированием альбома участники группы занимались самостоятельно.

## Список композиций
| №   | Название                              | Длительность |
| --- | ------------------------------------- | ------------ |
| 1.  | «From Unknown Heights You Shall Fall» | 3:25         |
| 2.  | «Doomed to Die»                       | 3:11         |
| 3.  | «Sever the Tongue»                    | 3:25         |
| 4.  | «Faithless»                           | 3:26         |
| 5.  | «Bury the Cross... with Your Christ»  | 2:55         |
| 6.  | «Woke from God»                       | 3:03         |
| 7.  | «Ritual Defied»                       | 3:36         |
| 8.  | «Failures of Your Dying Lord»         | 3:22         |
| 9.  | «Banished by Sin»                     | 3:04         |
| 10. | «A Trinity of None»                   | 3:26         |
| 11. | «I Am I... a Curse of Death»          | 3:00         |
| 12. | «The Light Defeated»                  | 3:06         |